# Heinkel HD 16
L'Heinkel HD 16 era un biplano aerosilurante sviluppato dalla Heinkel nel 1928.

## Sviluppo
La marina svedese nel 1925-1926, testò l'Heinkel HD 14 ma non ne ordinò alcuno dato che questo aereo non soddisfaceva i requisiti. Heinkel si affrettò a migliorare il modello e nel febbraio 1928 riuscì a vendere due HD 16 all'aviazione svedese. Le prove furono eseguite in Germania alla fine del 1928 e indicarono che comunque alcune modifiche erano necessarie.
I due velivoli realizzati una volta trasferiti in Svezia vennero ridesignati modello T 1, e il due aerei vennero numerati 20 e 21. I numeri vennero presto cambiati in 220 e 221. Nel 1931 i numeri cambiarono ancora una volta in 2120 e 2121.
Il T 1 era dotato di due motori radiali Armstrong Siddeley Leopard da 14 cilindri con 675 CV di potenza. L'aereo trasportava un siluro tipo m/17. Questo siluro era costruito in Svezia, aveva un calibro di 45 cm e pesava circa 800 kg. Il velivolo era anche armato con una mitragliatrice da 7,7 mm.
Alla consegna il pilota e l'osservatore sono stati collocati fianco a fianco. La cabina di pilotaggio fu in seguito modificata in tandem in modo da consentire una vista migliore per l'osservatore.
Il T 1 non fece storia nella difesa svedese ma contribuì a fare esperienza in merito all'aviolancio di siluri. I due T 1 non volarono molto e nemmeno vennero considerati atti al combattimento. Il 2120 fu posto fuori servizio nel 1938, dopo 160 ore di volo e 2121 nel 1939 dopo 300 ore.
Mikael Forslund descrive un episodio nel suo libro "Torpedflyget i Sverige" ("Gli aerosiluranti in Svezia" - il libro contiene una sintesi in inglese): dato che l'aereo era piuttosto grande era stato soprannominato "The Summer House" (la casa estiva). Alla fine della carriera del 2120 accadde che l'aereo non riuscì a prendere il volo da Hagernäs. Si scoprì che dieci coscritti si erano nascosti nella spaziosa fusoliera per dormire un po'!